# Điền Mỹ
Điền Mỹ là một xã thuộc huyện Hương Khê, tỉnh Hà Tĩnh, Việt Nam.

## Địa lý
Xã Điền Mỹ nằm ở phía bắc huyện Hương Khê, có vị trí địa lý:
- Phía đông giáp xã Hà Linh
- Phía tây giáp xã Hòa Hải và huyện Vũ Quang
- Phía nam giáp xã Phúc Đồng
- Phía bắc giáp các huyện Can Lộc, Đức Thọ, Vũ Quang.

Xã Điền Mỹ có diện tích 63,80 km², dân số năm 2018 là 4.763 người, mật độ dân số đạt 75 người/km².

## Lịch sử
Năm 1971, xã Hương Phương chia thành xã Phương Điền và xã Phương Mỹ.
Ngày 17 tháng 7 năm 2019, HĐND tỉnh Hà Tĩnh ban hành Nghị quyết số 157/NQ-HĐND về việc:
- Xã Phương Điền: Sáp nhập Thôn 6 vào Thôn 5.
- Xã Phương Mỹ: Thành lập thôn Trung Thành trên cơ sở thôn Tân Trung và thôn Tân Thành.

Trước khi sáp nhập, xã Phương Mỹ có diện tích 49,80 km², dân số là 2.732 người, mật độ dân số đạt 55 người/km². Xã Phương Điền có diện tích 14,00 km², dân số là 2.031 người, mật độ dân số đạt 145 người/km².
Ngày 21 tháng 11 năm 2019, Ủy ban Thường vụ Quốc hội ban hành Nghị quyết số 819/NQ-UBTVQH14 về việc sắp xếp các đơn vị hành chính cấp xã thuộc tỉnh Hà Tĩnh (nghị quyết có hiệu lực từ ngày 1 tháng 1 năm 2020). Theo đó, sáp nhập toàn bộ diện tích và dân số của hai xã Phương Điền và Phương Mỹ thành xã Điền Mỹ.
Ngày 15 tháng 12 năm 2019, HĐND tỉnh Hà Tĩnh ban hành Nghị quyết số 185/NQ-HĐND về việc thành lập thôn Trung Tiến trên cơ sở thôn Trung Thượng và thôn Ấp Tiến.